# Li Chaoyang
Li Chaoyang (Zhanjiang, 1º ottobre 1963) è un ex calciatore cinese, di ruolo centrocampista.

## Carriera

### Club
Ha giocato nella prima divisione cinese.

### Nazionale
Nel 1992 ha giocato 4 partite in nazionale, 3 delle quali in partite di qualificazione alla Coppa d'Asia.